# Gailertsreuth
Gailertsreuth ist Ortsteil des Marktes Floß im Bezirk Oberpfalz im Landkreis Neustadt an der Waldnaab.

## Geographische Lage
Das Dorf Gailertsreuth liegt ungefähr drei Kilometer nordwestlich von Floß auf beiden Seiten der Floß.

## Geschichte

### 15. und 16. Jahrhundert
Gailertsreuth (auch: Gecheltzreuth, Gechelzreuth, Gehelz Reut, Gehelzryet) wurde im Salbuch von 1416/1440 als Vogtei aufgeführt.
Es wurden die folgenden 8 Bauernfamilien in Gailertsreuth genannt: Eli Mynner, Rierel Mynner, Jacob Biber, Hannßel Biber, Heroldt, Müllner, Hartel Hannßel, Haintz.
6 davon mussten Nachzill gewähren, die anderen 2 nur 1/2 Nachzill.
Die Abgaben für alle 8 Bauernhöfe zusammen betrugen im Jahr 6 Achtl Hafer, 13 Käse, 163 Eier, 7 Hühner.
Dieses Salbuch, mit Informationen über die zu Floß gehörenden Ortschaften stammt aus der Zeit 1416 bis 1440.
In ihm erschienen folgende zu Floß gehörende Ortschaften:
Bergnetsreuth, Boxdorf, Diepoltsreuth, Ellenbach, Fehrsdorf, Gailertsreuth, Gösen, Grafenreuth, Hardt, Haupertsreuth, Konradsreuth, Meierhof, Niedernfloß, Oberndorf, Pauschendorf, Ritzlersreuth, Schlattein, Schönberg, Welsenhof, Wilkershof, Würnreuth, Würzelbrunn.
Es fehlten in diesem Saalbuch die bereits in zwei früheren Salbüchern genannten Ortschaften Kalmreuth, Plankenhammer, Weikersmühle.
In einem Verzeichnis der Mannschaften um das Jahr 1559 wurden die folgenden zu Floß gehörigen Ortschaften aufgeführt:
Bergnetsreuth, Boxdorf, Diebersreuth, Diepoltsreuth, Ellenbach, Fehrsdorf, Gailertsreuth, Gösen, Grafenreuth, Hardt, Haupertsreuth, Höfen, Konradsreuth, Meierhof, Niedernfloß, Oberndorf, Pauschendorf, Plankenhammer, Ritzlersreuth, Schnepfenhof, Schönberg, Steinfrankenreuth, Weikersmühle, Welsenhof, Wilkershof, Würnreuth, Würzelbrunn.
Für Gailertsreuth wurden die folgenden acht Mannschaften verzeichnet:
Hanns Zanner, Veytt Lintner, Gielg Pieber, Hanns Fiescher, Mathes Frölich, Peter Minner, Hanns Höfler, Hanns Ludwig.

### 17. Jahrhundert
Während des Dreißigjährigen Krieges zogen in den Jahren 1620 und 1621 die Mansfeldischen Soldaten durch Gailertsreuth.
Dabei raubten sie den Bauern 5 Pferde, 2 Schafe, 1 Jungochsen und fischten 4 Weiher ab.
Eine Schadensaufstellung für Gailertsreuth aus dem Jahr 1621 ergab einen Schaden von insgesamt 121 Gulden.
Bis zum Dreißigjährigen Krieg gab es am Schwarzenbach auf der Öd eine Mühle, die nach einem Brand in Gailertsreuth am Floßbach neu aufgebaut wurde.
Ihre ehemaligen Besitzer hießen Hutzler, wonach diese Mühle auch Hutzlmühle genannt wurde.
Im Hof der Friedrichsburg in Vohenstrauß fand 1650 die Erbhuldigung gegenüber Pfalzgraf von Pfalz-Sulzbach Christian August statt.
Gailertsreuth erscheint auf der Huldigungsliste zusammen mit Niedernfloß mit 12 Hofbesitzern.
Im Jahr 1652 wird Gailertsreuth beschrieben mit 5 Höfen, ein Halbhof, ein Gütl, einer Mühle.
Seine Einwohner zu dieser Zeit waren 8 Ehepaare, 21 unmündige Kinder, 2 erwachsene Kinder.
Das Vieh bestand aus 2 Pferden, 16 Ochsen, 9 Kühen, 2 Jungrindern, 12 Schweinen, 14 Schafen.

### 18. Jahrhundert
Eine Beschreibung des Fürstlichen Pflegamtes Floßerbürg aus dem Jahr 1704 verzeichnete für
Gailertsreuth 8 Mannschaften, 3 Hintersassen, 5 Höfe, 1 halber Hof, 1 Gütlein, 1 Mühle.
In einer historisch-statistischen Beschreibung des Pflegamtes Floß von 1794 wurden aufgeführt für
Gailertsreuth 7 Bauern, 1 Müller, 1 Hirt, insgesamt 74 Einwohner.
Um 1800 hatte Gailertsreuth 10 Häuser und 73 Einwohner und eine Mühle mit 2 Mahlgängen.

### 19. Jahrhundert bis Gegenwart
Anfang des 19. Jahrhunderts wurde Gailertsreuth Steuerdistrikt und gleichzeitig auch Ruralgemeinde.
Zum Steuerdistrikt Gailertsreuth gehörten außer Gailertsreuth mit seiner Mühle noch die Weiler Niedernfloß und Oberndorf und die Einöden Meierhof und Würnreuth.
Der Steuerdistrikt Gailertsreuth hatte insgesamt 184 Einwohner und 29 Wohngebäude.
Die unmittelbare Landgemeinde Gailertsreuth bestand zunächst aus den Weilern Gailertsreuth, Niedernfloß und Oberndorf, den Einöden Gollwitzerhof, Meierhof und Würnreuth.
Ab 1946 kam die Gemeinde Diepoltsreuth hinzu mit den Weilern Diepoltsreuth und Ritzlersreuth und den Einöden Schnepfenhof und Schönberg.
Die Ortschaft Gailertsreuth hatte 1817 79 Einwohner und 10 Wohngebäude, 1861 89 Einwohner und 1961 43 Einwohner und 8 Wohngebäude.
Am 1. Januar 1972 wurde die Gemeinde Gailertsreuth in den Markt Floß eingegliedert.

## Einwohnerentwicklung der Gemeinde Gailertsreuth von 1861 bis 1961
| Jahr | Einwohner |
| ---- | --------- |
| 1861 | 207       |
| 1871 | 187       |
| 1880 | 200       |
| 1890 | 188       |
| 1900 | 163       |
| 1910 | 157       |

| Jahr | Einwohner |
| ---- | --------- |
| 1919 | 182       |
| 1933 | 147       |
| 1939 | 140       |
| 1946 | 258       |
| 1952 | 218       |
| 1961 | 178       |

## Hausnamen in Gailertsreuth
- Girg Bartl: Gailertsreuth 2, um 1900 wohnte hier der Landwirt und Bürgermeister Georg Bartholomäus Mädl, genannt Girgbartl.
- E-herl: Gailertsreuth 3, vom Vornamen Erhard abgeleitet.
- Müllner: Gailertsreuth 5, hier befand sich eine Mühle, abgeleitet vom Beruf Müller.[17]